# Ноа Оливер Смит (репер)
Ноа Оливер Смит (рођен 26. фебруара 2000), професионално познат као Yeat, је амерички репер из Портланда, Орегон. Порастао је на популарности 2021. након објављивања његове песме „Sorry Bout That“ и накнадног издања „Get Busy“. Након тих издања, добио је потписе од музичара као што су Драке и Лил Јахти. Интерскопе Рекордс је потписао уговор о најновијој сензацији.

## Каријера
2021 – данас: Вирални успех, „Get Busy“, и „Up 2 Me“
Јеат је постигао вирусни успех на мрежи преко платформи као што је ТикТок. Јеат се у почетку појавио након свог 4Л микстејпа, који је објављен 11. јуна 2021. године. Пројекат 4Л је посебно укључивао "Sorry Bout That" и "Money Twerk".
Касније је објавио ЕП Trëndi који је имао мејнстрим успех са „Mad Bout That“ и „Fukit“.
Одломак његове песме „Get Busy“ постао је виралан на мрежи и привукао значајну пажњу медија и фанова након објављивања. Песму су медији посебно цитирали због стиха: „Ова песма је већ била окренута, али ево звона“, након чега је одмах уследила звоњава црквених звона. Колеге репери Драке и Лил Јахти такође су спомињали ову линију.
10. септембра 2021. Јеат је објавио свој албум Up 2 Me. Албум је наишао на генерално позитиван пријем од музичких рецензената. ХипХопДКС је написао да је "Јеатово непоштовање на Up 2 Me опојно. Његов стил реповања је толико лак да се осећа да лебди преко ритмова инспирисаних дигикором. Његов најновији изглед ће се показати као његов највећи изглед до сада, али Јеат изгледа удобно на седишту возача.“Алфонсе Пјер ре из Пичфорка дао је албуму оцену 6,7/10, написавши да Јеат „наставља да иде даље од уобичајених реп очекивања“. Пјер је такође изразио да је Јеатов вокални наступ освежавајући, иако је продукција била освежавајућа. Крис Ричардс из Вашингтон поста такође је прокоментарисао Јеатов вокални наступ, написавши да репер „посећује скоро сваки кутак његових плућа, грла, уста и синуса“, на песми „Turban“. Након објављивања Up 2 Me, Jеат је дебитовао на листи Роллинг Стоне Артистс 500 на 296. месту.

## Персонални живот
Јеат је у интервјуу изјавио да је он мексичког и румунског порекла и да је ишао у средњу школу Лејкриџ у Лејк Освегу, Орегон. Јеат је рођен у Ирвинеу у Калифорнији пре него што се преселио у Фулертон у Калифорнији са 14 година, а затим се преселио у Лаке Освего у средњу школу. Након што је завршио средњу школу, преселио се у Њујорк да настави музичку каријеру.